# 弗德里克
弗德里克（阿拉伯語：افديرك）是毛里塔尼亚北部提里斯-宰穆尔省的一个城镇，位于撒哈拉沙漠中，临近西撒哈拉边界，在毛里塔尼亚最高点Kediet Ijill以西，东30km处是祖埃拉特。弗德里克原称古罗堡（Fort Gouraud），由法国建于20世纪50年代，以开发当地的铁矿资源。铁矿石通过毛里塔尼亚铁路运往努瓦迪布港。有公路可通过阿塔尔前往首都努瓦克肖特。